# Hung Ga Ban
La Hung Ga Ban, également nommée Hung Group ou Sammo Hung Stuntmen's Team, est l'équipe de cascadeurs de Sammo Hung. Elle est créée à la suite de la sortie du sixième long-métrage de ce dernier en 1980, L'Exorciste chinois.
C'est l'une des équipes de cascadeurs les plus connues du cinéma hongkongais de l'époque avec la Jackie Chan Stunt Team (en)[réf. souhaitée].

## Filmographie
La Hung Ga Ban intervient notamment dans les films suivants.
- 1980 : L'Exorciste chinois
- 1985 : Le Flic de Hong Kong 2
- 1986 : Where's Officer Tuba?
- 1986 : Shanghaï Express
- 1987 : Eastern Condors
- 1988 : In the Blood
- 1988 : Dragons Forever
- 1989 : Pedicab Driver
- 1990 : L'Exorciste chinois 2
- 1992 : Ghost Punting
- 1995 : Thunderbolt
- 1995 : Don't Give a Damn (en)

## Acteurs
L'équipe se compose d'une trentaine d'acteurs cascadeurs parmi lesquels :
- Chin Ka-lok (钱嘉乐 / 錢嘉樂), notamment dans Thunderbolt ;
- Collin Chou (邹兆龙 / 鄒兆龍), notamment dans The Defender et Matrix ;
- Chow Gam-kong (周金江), notamment dans Prodigal Son ;
- Lam Ching-ying (林根宝 / 林根寶), notamment dans Warriors Two, Le Héros magnifique, Prodigal Son, L'Exorciste chinois, Mr. Vampire III, Eastern Condors et Magic Cop ;
- Liu Chia-yung (刘家荣 / 劉家榮) ;
- Mang Hoi (en) (孟海), notamment dans Zu, les guerriers de la montagne magique ;
- Eric Tsang (曾志伟 / 曾志偉), notamment dans La 36e Chambre de Shaolin et Warriors Two ;
- Yuen Wah (元华 / 元華), notamment dans Dragons Forever et Mr. Vampire IV ;
- Dick Wei (狄威), notamment dans Le Marin des mers de Chine et Shanghaï Express ;
- Wu Ma (午馬), notamment dans Le Gagnant ;
- Yuen Biao (元彪), notamment dans Warriors Two ;
- Corey Yuen (元奎), notamment dans Eastern Condors.